# Neussargues en Pinatelle

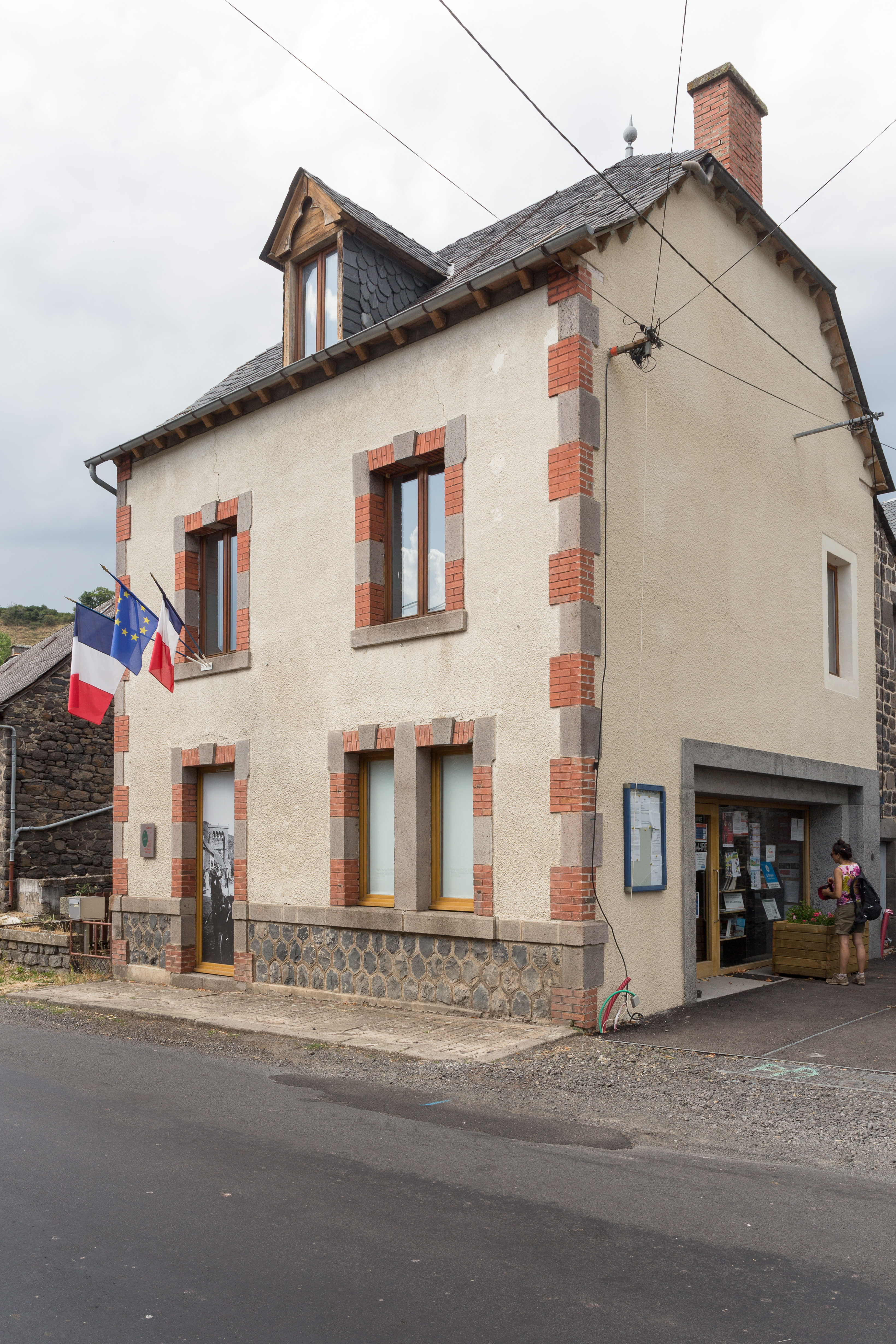
Rathaus (Mairie)

Neussargues en Pinatelle ist eine ehemalige französische Gemeinde im Département Cantal in der Region Auvergne-Rhône-Alpes. Sie gehörte zum Arrondissement Saint-Flour.
Sie entstand mit Wirkung vom 1. Dezember 2016 als Commune nouvelle durch Zusammenlegung der bis dahin selbstständigen Gemeinden Neussargues-Moissac, Celles, Chalinargues, Chavagnac und Sainte-Anastasie, die fortan den Status von Communes déléguées besaßen. Der Verwaltungssitz befand sich in Neussargues-Moissac. Das Datum der Gemeindegründung wurde nachträglich vom 1. Januar 2017 auf den 1. Dezember 2016 vorverlegt.
Der Erlass des Präfekten vom 16. Juli 2024 legte mit Wirkung zum 1. Januar 2025 die Herauslösung der Communes déléguées Celles, Chalinargues, Chavagnac und Sainte-Anastasie aus Neussargues en Pinatelle und deren Wiederherstellung als selbstständige Gemeinden fest. Damit wurde faktisch auch die Entlassung von Neussargues-Moissac in die Selbstständigkeit und die Auflösung der Commune Nouvelle beschlossen. Bereits am 19. Juni sprach sich die Mehrheit des Gemeinderats für eine Auflösung der Commune Nouvelle aus.